# Kostel svatého Václava (Jindřichův Hradec)
Hřbitovní kostel sv. Václava je jednolodní kostelík, který stojí na předměstí, jižně od centra Jindřichova Hradce. Je chráněn jako kulturní památka České republiky.

## Popis
V interiéru stojí za zmínku zejména žebrově klenutý pětiboký gotický presbytář, socha sv. Václava, zřejmě z roku 1647, a barevná skla v oknech. Čtyři oltářní obrazy od Bedřicha Kamarýta pocházejí z roku 1866. Zvenku pak především čtyřboká věž, která přechází v patře v osmibokou, otevřená kaple s nástěnnou malbou z 19. století, jež přiléhá k věži, a řada náhrobků s figurálními reliéfy. Na hřbitově u kostela se pohřbívalo až do 20. století.

## Historie
První zmínka o tomto původně gotickém kostelíku pochází z roku 1399. V druhé polovině 15. století zde působili františkáni. Během 16. století nebyl kostel udržován a chátral. V roce 1606 jej opravili jezuité, avšak již v roce 1618 byl vypálen císařským vojskem generála Dampiera. Roku 1621 se dočkal obnovy a v roce 1647 i nového hlavního oltáře. Při velkém požáru města v roce 1801 byl téměř celý kostel zničen. Celkové opravy se mu dostalo až v roce 1991.